# Сацоп (Вашингтон)
Сацоп (англ. Satsop) — переписна місцевість (CDP) в США, в окрузі Ґрейс-Гарбор штату Вашингтон. Населення — 696 осіб (2020).

## Географія
Сацоп розташований за координатами 47°1′22″ пн. ш. 123°28′59″ зх. д. / 47.02278° пн. ш. 123.48306° зх. д. (47.022852, -123.482965).  За даними Бюро перепису населення США в 2010 році переписна місцевість мала площу 18,19 км², з яких 18,18 км² — суходіл та 0,01 км² — водойми.

## Демографія
Згідно з переписом 2010 року, у переписній місцевості мешкало 675 осіб у 263 домогосподарствах у складі 190 родин. Густота населення становила 37 осіб/км².  Було 279 помешкань (15/км²).
Расовий склад населення:
| - 94,7 % — білих - 1,2 % — корінних американців - 0,4 % — азіатів |

До двох чи більше рас належало 3,1 %. Частка іспаномовних становила 2,5 % від усіх жителів.
За віковим діапазоном населення розподілялося таким чином: 22,8 % — особи молодші 18 років, 61,3 % — особи у віці 18—64 років, 15,9 % — особи у віці 65 років та старші. Медіана віку мешканця становила 41,8 року. На 100 осіб жіночої статі у переписній місцевості припадало 101,5 чоловіків;  на 100 жінок у віці від 18 років та старших — 103,5 чоловіків також старших 18 років.
Середній дохід на одне домашнє господарство  становив 61 342 долари США (медіана — 52 885), а середній дохід на одну сім'ю — 72 529 доларів (медіана — 66 538). Медіана доходів становила 62 083 долари для чоловіків та 36 000 доларів для жінок. За межею бідності перебувало 13,0 % осіб, у тому числі 21,3 % дітей у віці до 18 років та 21,0 % осіб у віці 65 років та старших.
Цивільне працевлаштоване населення становило 270 осіб. Основні галузі зайнятості: освіта, охорона здоров'я та соціальна допомога — 28,9 %, виробництво — 15,2 %, сільське господарство, лісництво, риболовля — 12,6 %, мистецтво, розваги та відпочинок — 11,1 %.